# Campeonato Mundial de Clubes de la FIVB de 2015
El Campeonato Mundial de Clubes de la FIVB de 2015 fue la undécima edición del Campeonato Mundial de Clubes de la FIVB, realizada entre el 27 y el 31 de octubre de 2015 por segunda vez en seguida en la ciudad de Belo Horizonte en Brasil. El sorteo de los grupos tuvò lugar el 18 de septiembre en Lausana.

## Fase a Grupos

### Sorteo
El sistema de competición ha variado desde la edición anterior, siendo el número de participantes reducido de ocho a seis.
Los seis equipos son sorteados en dos grupos de 3 equipos, avanzando a la siguiente ronda los dos mejores de cada grupo. En semifinales la ganadora del grupo A se enfrentará a la segunda del grupo B y la primera del grupo B a la segunda del grupo A. Los ganadores de ese partidos disputarán la final por el título, los perdedores la final por la 3° plaza. 
- GRUPO A
  -  Sada Cruzeiro (Equipo organizador)
  -  VK Zenit Kazán (Campeón de Europa 2014/2015)
  -  Capitanes de Arecibo (Equipo representativo de NORCECA)

- GRUPO B
  -  UPCN Vóley (Campeón de Sudamérica 2014/2015)
  -  Al-Ahly(Campeón de África 2014/2015)
  -  Paykan Teherán (Wild card)

### Grupo A
| Pos. | Equipo               | Pts | PG | PP | SG | SP | PG  | PP  |
| ---- | -------------------- | --- | -- | -- | -- | -- | --- | --- |
| 1.°  | VK Zenit Kazán       | 6   | 2  | 0  | 6  | 1  | 169 | 138 |
| 2.°  | Sada Cruzeiro        | 9   | 1  | 1  | 4  | 3  | 158 | 145 |
| 3.°  | Capitanes de Arecibo | 3   | 1  | 12 | 3  | 7  | 192 | 232 |

| Fecha         |               | Res   |                      | Set 1 | Set 2 | Set 3 | Set 4 | Set 5 | Total |
| ------------- | ------------- | ----- | -------------------- | ----- | ----- | ----- | ----- | ----- | ----- |
| 27 de octubre | Sara Cruzeiro | 3 - 0 | Capitanes de Arecibo | 25-13 | 25-18 | 25-20 | —     | —     | 75-51 |
| 28 de octubre | Sada Cruzeiro | 1 - 3 | Zenit Kazán          | 20-25 | 18-25 | 25-19 | 20-25 | —     | 83-94 |
| 29 de octubre | Zenit Kazán   | 3 - 0 | Capitanes de Arecibo | 25-19 | 25-20 | 25-16 | —     | —     | 75-55 |

### Grupo B
| Pos. | Equipo         | Pts | PG | PP | SG | SP | PG  | PP  |
| ---- | -------------- | --- | -- | -- | -- | -- | --- | --- |
| 1.°  | Paykan Teherán | 6   | 2  | 0  | 6  | 0  | 150 | 120 |
| 2.°  | UPCN Vóley     | 3   | 1  | 1  | 3  | 3  | 141 | 135 |
| 3.°  | Al-Ahly        | 0   | 0  | 2  | 0  | 6  | 114 | 150 |

| Fecha         |                | Res   |                | Set 1 | Set 2 | Set 3 | Set 4 | Set 5 | Total |
| ------------- | -------------- | ----- | -------------- | ----- | ----- | ----- | ----- | ----- | ----- |
| 27 de octubre | Paykan Teherán | 3 - 0 | Al-Ahly        | 25-19 | 25-20 | 25-15 | —     | —     | 75-54 |
| 28 de octubre | UPCN           | 3 - 0 | Al-Ahly        | 25-23 | 25-16 | 25-21 | —     | —     | 75-60 |
| 21 de octubre | UPCN           | 0 - 3 | Paykan Teherán | 22-25 | 22-25 | 22-25 | —     | —     | 29-75 |

## Fase Final
|  | Semifinales    | Semifinales   |   |            | Final          | Final |  |
|  |                |               |   |            |                |       |  |
|  |                |               |   |            |                |       |  |
|  |                |               |   |            |                |       |  |
|  | VK Zenit Kazán | 3             |   |            |                |       |  |
|  | UPCN Vóley     | 0             |   |            |                |       |  |
|  |                |               |   |            |                |       |  |
|  |                |               |   |            |                |       |  |
|  |                |               |   |            | VK Zenit Kazán | 1     |  |
|  |                | Sada Cruzeiro | 3 |            |                |       |  |
|  |                |               |   |            |                |       |  |
|  |                |               |   |            |                |       |  |
|  |                |               |   |            | Tercer lugar   |       |  |
|  |                |               |   |            |                |       |  |
|  | Paykan Teherán | 0             |   | UPCN Vóley | 3              |       |  |
|  | Sada Cruzeiro  | 3             |   |            | Paykan Tehéran | 2     |  |

### Semifinales
| Fecha         |                | Res   |               | Set 1 | Set 2 | Set 3 | Set 4 | Set 5 | Total |
| ------------- | -------------- | ----- | ------------- | ----- | ----- | ----- | ----- | ----- | ----- |
| 30 de octubre | Zenit Kazán    | 3 - 0 | UPCN          | 25-23 | 25-21 | 25-20 | —     | —     | 75-63 |
| 30 de octubre | Paykan Teherán | 0 - 3 | Sada Cruzeiro | 19-25 | 17-25 | 17-25 | —     | —     | 53-75 |

### Tercer puesto
| Fecha         |                | Res   |      | Set 1 | Set 2 | Set 3 | Set 4 | Set 5 | Total   |
| ------------- | -------------- | ----- | ---- | ----- | ----- | ----- | ----- | ----- | ------- |
| 31 de octubre | Paykan Teherán | 2 - 3 | UPCN | 25-21 | 25-22 | 20-25 | 23-25 | 14-16 | 107-109 |

### Final
| Fecha         |             | Res   |               | Set 1 | Set 2 | Set 3 | Set 4 | Set 5 | Total |
| ------------- | ----------- | ----- | ------------- | ----- | ----- | ----- | ----- | ----- | ----- |
| 31 de octubre | Zenit Kazán | 1 - 3 | Sada Cruzeiro | 20-25 | 25-21 | 25-27 | 21-25 | —     | 91-98 |

### Campeón
| Campeón del Mundo por Clubes de 2015 |
| ------------------------------------ |
| Sada Cruzeiro 2º Título              |

## Premios y reconocimientos[3]
- MVP - Mejor jugador:  Yoandy Leal Hidalgo (Sada Cruzeiro)
- Mejores receptores/atacantes:  Wilfredo León Venero (Zenit Kazán) -  Todor Aleksiev (UPCN Vóley)
- Mejores centrales:  Nikolay Nikolov (Paykan Teherán) -  Alexander Gutsalyuk (Zenit Kazán)
- Mejor opuesto:  Maxim Mikhaylov (Zenit Kazán)
- Mejor armador:  William Arjona (Sada Cruzeiro)
- Mejor libero:  Sérgio Nogueira (Sada Cruzeiro)